# Jett Speelman
Jett Speelman (Granville, 8 juli 1994) is een Amerikaans basketballer.

## Carrière
Speelman speelde collegebasketbal voor de Ashland Eagles van 2013 tot 2015. Hij maakte daarna de overstap naar de Denison Big Red waar hij speelde van 2015 tot 2017. Hij werd niet gekozen in de NBA draft in 2017 en tekende daarna bij de Körfuknattleiksfélag Selfoss uit IJsland. Na een seizoen tekende hij bij de Duitse derdeklasser SC Rist Wedel maar had een blessure aan de start van het seizoen waardoor hij na een operatie een heel seizoen miste. Hij tekende in 2019 bij de Luxemburgse club Amicale Steinsel waar hij een seizoen speelde. In 2020 tekende hij bij de Nederlandse Yoast United waar hij twee seizoenen speelde.
Voor het seizoen 2022/23 tekende hij bij het Portugese CAB Madeira waar hij een seizoen speelde. In 2023 tekende hij bij het Mexicaanse Dorados de Chihuahua. Begin december 2023 tekende hij bij Kangoeroes Mechelen in de Belgische competitie als opvolger van de vertrokken Noah Gurley. In september 2024 tekende hij in de Braziliaanse competitie bij Botafogo Basquete. Hij verliet de club in maart 2025 en tekende in de Britse competitie bij Caledonia Gladiators.